# František de Paula Hrzán z Harasova
František de Paula kardinál Hrzán z Harasova (5. dubna 1735, Praha – 1. června 1804, Vídeň) byl český duchovní, který byl v letech 1800–1804 biskupem v Szombathely. Od roku 1779 byl kardinálem, ve letech 1779-1796 rakouským velvyslancem u Sv. Stolce. V letech 1788- 1804 byl titulářem basiliky Svatého Kříže Jeruzalémského v Římě.